# 今ありて
「今ありて」（いまありて）は阿久悠作詞・谷村新司作曲による楽曲（女声合唱曲）で、谷村新司歌唱版は2008年3月19日に発売された自身42枚目のシングルの表題曲。

## 概要
「今ありて」は、選抜高等学校野球大会の大会歌として開会式や閉会式に歌われ演奏される。1934年からの2代目大会歌「陽は舞いおどる甲子園」に代わる3代目の大会歌である。1993年の第65回記念大会には開会式の入場行進曲として使用され、また同大会の開会式では阿久と谷村が毎日放送のテレビ中継の特別ゲストとして出演した。また2018年の第90回記念大会において、25年ぶり2回目の入場行進曲として使用された。
この曲（女声合唱版）は長らく市販されず毎年の選抜大会開催時期に毎日新聞社から発売される通販用CDに収録されるのみであったが、発表から15年を経た2008年3月19日に谷村のシングルとしてavex ioから市販用CDが発売され、同日発売のアルバム『リクエスト・ライヴ・アルバム〜The ゲネプロ〜「音帰し」』に収録。
2008年3月22日、第80回を記念して開会式直前に行われたメモリアルイベントでは谷村がスペシャルゲストとして出演。同イベントの最後で当大会歌を歌唱した。
Bメロは1番と2番とで若干異なる（Bメロをベースとしている間奏と後奏の該当部分は、いずれも1番のものを採用）。またキーも女声合唱版と谷村歌唱版とで異なり（女声合唱版：変ロ長調、谷村版：ト長調）、第80回開会式では先述のメモリアルイベントの影響か谷村版の低いキーで女声合唱が行われた。第90回開会式では通常の女声合唱版のキー（入場行進曲もそのキーがメイン）で唄われた一方で、大会期間中の阪神本線・甲子園駅の接近メロディ（編曲・向谷実）は1番のBメロが谷村版のキーで編曲された。

## シングル収録曲
作詞：阿久悠 作曲：谷村新司 編曲：石坂慶彦
1. 今ありて
2. 今ありて（カラオケ）